# Dylan & the Dead
《Dylan & the Dead》는 미국의 싱어송라이터 밥 딜런과 그레이트풀 데드의 콜라보레이션 라이브 음반으로, 1989년 2월 6일 컬럼비아 레코드에서 발매되었다. 이 음반은 딜런이 작사, 작곡, 노래한 7곡으로 구성되어 있으며 그레이트풀 데드가 반주를 제공한다. 이 음반은 제리 가르시아와 존 커틀러가 프로듀싱했다.
《Dylan & the Dead》는 1987년 같은 이름의 성공적인 경기장 투어 동안 녹음되었는데, 이 두 아티스트가 따로 그리고 함께 공연하는 것을 특징으로 했다. 투어에 참여한 그레이트풀 데드의 두 곡의 노래는 음반과 비디오 《View from the Vault, Volume Four》에 녹음되어 있으며, 투어 리허설 곡 중 하나는 음반 《Postcards of the Hanging》에 수록되어 있다.
비록 궁극적으로 나쁜 평가를 받았지만, 이 음반은 처음에는 잘 팔렸고, 미국 《빌보드》 차트에서 37위, 영국에서는 38위에 올랐고, 미국에서 골드 인증을 받았다.
1992년 투어의 첫 번째 콘서트의 해적판이 《Orbiting Uvula》라는 제목으로 발매되었다. 이 공연에는 1963년 이후 처음 공연된 〈Queen Jane Approximately〉, 〈John Brown〉의 첫 라이브 공연, 1964년 이후 첫 라이브 공연인 〈Chimes of Freedom〉이 포함되어 있다.

## 반응
| 전문가 평가                       | 전문가 평가 |
| 평가 점수                         | 평가 점수   |
| 출처                              | 점수        |
| --------------------------------- | ----------- |
| AllMusic                          | [ 2 ]       |
| Robert Christgau                  | C–          |
| The Encyclopedia of Popular Music | [ 4 ]       |
| MusicHound                        | [ 5 ]       |
| Rolling Stone                     | [ 6 ]       |

초기 판매 호조에도 불구하고, 이 음반은 비평가들로부터 좋지 않은 평가를 받았다. 《롤링 스톤》은 이 음반이 "투어에 대한 호들갑이 무엇인지 궁금하게 만든다"고 언급했지만, 그들은 몇몇 트랙에 대해 친절한 말을 했다. 음악 평론가 로버트 크리스트가우는 《빌리지 보이스》에 기고하면서 딜런이 "여기서 그의 카탈로그를 만드는 것은 그가 몇 년 동안 돈을 벌기 위해 만들어 온 것과 똑같다"고 말했다. 스티븐 토마스 얼와인의 올뮤직 리뷰는 특히 혹독했는데, 이 음반에 대해 "밥 딜런이나 그레이트풀 데드 중 가장 최악의 음반"과 "슬프고 낙담스러운 문서"라고 평했다.

## 곡 목록
모든 곡들은 특별한 언급이 없는 한 밥 딜런에 의해 작사/작곡하였다.
| #  | 제목                         | 재생 시간 |
| -- | ---------------------------- | --------- |
| 1. | 〈Slow Train〉               | 4:54      |
| 2. | 〈I Want You〉               | 3:59      |
| 3. | 〈Gotta Serve Somebody〉     | 5:42      |
| 4. | 〈Queen Jane Approximately〉 | 6:30      |

| #  | 제목                          | 재생 시간 |
| -- | ----------------------------- | --------- |
| 1. | 〈Joey (딜런, 자크 레비)〉    | 9:10      |
| 2. | 〈All Along the Watchtower〉  | 6:17      |
| 3. | 〈Knockin' on Heaven's Door〉 | 6:51      |